# Андруэтто, Мария Тереса
Мари́я Тере́са Андруэ́тто (исп. María Teresa Andruetto, род. 1954) — аргентинская писательница, автор книг для детей и взрослых.

## Биография
Родилась в Арройо-Кабраль, провинция Кордова, в семье выходцев из Пьемонта (Италия), провела детство в городе Олива. По образованию учитель, преподавала в начальных и средних школах. Литературным творчеством занялась с начала 1990-х, когда Аргентина оставила позади мрачные годы военной диктатуры и перешла к условиям развитых демократических свобод. Является автором многочисленных романов, пьес, стихов и произведений для детей. Принимала участие во многих конференциях, семинарах, выставках и конференциях, в Аргентине и за рубежом, посвященных вопросам детской литературы. Модерирует блог по современной аргентинской литературе.
В 2012 году удостоена премии Х. К. Андерсена за вклад в детскую литературу. В заключении жюри премии Андерсена отмечено, что Андруэтто «создаёт чувственные книги, глубокие и поэтичные, с чёткой литературной основой. Её книги затрагивают большое разнообразие тем, таких как миграция, внутренние миры людей, несправедливость, любовь, бедность, насилие и политические проблемы».

## Личная жизнь
Замужем, имеет двух дочерей, Живёт с семьёй в провинции Кордова.

## Награды
- Премия имени Х. К. Андерсена, 2012.
- Ибероамериканская премия SM за литературу для детей[3]
- Премия Национального фонда искусств Аргентины
- Литературная премия Луиса де Техеда
- Занесение в почётный список IBBY
- Награды Ассоциации детской литературы Аргентины.

### Проза
- «Lengua Madre»
- «Veladuras», 2006.
- «La mujer en cuestión», 2003.
- «Todo movimiento es cacería», 2002
- «Stefano», 1997
- «Tama», 1993

### Сборники
- «Cuentos de Babel», 2006.
- «Mujeres en el Umbral», 2006.
- «Eros», 2003.
- «Somos Memoria», 2003.

### Книги для детей и юношества

#### Произведения
- «La Durmiente», 2008.
- «El Incendio», 2008.
- «Agua Cero», 2007.
- «Trenes», 2007.
- «Veladuras», 2006.
- «El Árbol de Lilas», 2006.
- «El Caballo De Chuang Tzu», 2004.
- «Solgo», 2004 (3ª edición, 2007).
- «Benjamino», 2003 (3ª edición, 2006).
- «El País de Juan», 2012 (5ª edición, 2012).
- «La Mujer Vampiro», 2001 (5ª edición, 2006 Ed. Sudamericana y 2008 Mondadori).
- «Dale Campeón!», 2000.
- «Fefa es así», 1999 (reedición 2005).
- «Huellas en la Arena», 1997 (5ª edición, 2006).
- «Stefano», 1997
- «Misterio en la Patagonia», 1993.
- «El Anillo Encantado», 1993 (8ª edición, 2006).

#### Сборники
- «Del Ángel de la Tina», 2007.
- «Shulgeschichten aus derWelt», 2007 (Web).
- «Encuentros», 2005.
- «Leer x Leer», 2004.
- «4 Internationales Literaturfestival Berlin», 2004.
- «El Gran Libro de la Navidad», 2003.
- «20 de Animales», 1998.
- «18 de Amor», 1996.
- «Una fila de cuentos», 1994.
- «Ese Universo Llamado Lectura», 1993.
- «La Luna en las Quimbambas», 1993.
- «8 Cuentos 8», 1993.

### Поэзия

#### Отдельные издания
- «Sueño americano», 2009
- «Pavese-Kodak», 2008.
- «Beatriz», 2006 Premio Fondo Nacional de las Artes.
- «Kodak», 2001.
- «Pavese y otros poemas», 1997.
- «Réquiem», 1993.
- «Palabras al rescoldo», 1993.

#### Сборники
- «Side by Side».
- «Poesía Río Negro. Antología Consultada y Comentada. Vol. I», 2007.
- «Poetesse d’Argentina», 2006.
- «Poetas Argentinas (1940—1960)», 2006.
- «En el revés del cielo», 2006.
- «Caleidoscopio», 2005.
- «Nueve monedas para el barquero», 2005.
- «Entresilences», 2004.Web Архивная копия от 4 июля 2014 на Wayback Machine
- «Entre la Utopía y el Compromiso», 1997.
- «Antología de Poesía Argentina», 1997.

### Драматургия
- «Enero», 2006
- «Monologo IV»

### Эссе
- «Fragmentaciones — Poesía y Poética de Alejandro Schmidt», 2003.
- «La Construcción del Taller de Escritura», 2003 (4ª edición, 2006).
- «La Escritura en el Taller», 2008.
- «Ribak/Reedson/Rivera — Conversaciones con Andrés Rivera».